# Zolpidem
Zolpidem je léčivo používané pro krátkodobou léčbu nespavosti a některých mozkových poruch. Patří mezi krátkodobě působící nebenzodiazepinová hypnotika, která potencují kyselinu gama-aminomáselnou, inhibitorní neurotransmiter, vazbou na receptory GABAA stejným způsobem jako benzodiazepiny. Účinkuje rychle (obvykle během 15 minut) a má krátký eliminační poločas (2-3 hodiny). Zolpidem je k dispozici pod mnoha obchodními značkami, například Adormix, Ambien, Ambien CR, Edluar, Damixan, Hypnogen, Ivedal, Lioran, Myslee, Nytamel, Sanval, Somidem, Stilnoct, Stilnox, Stilnox CR, Sucedal, Zoldem, Zolnod nebo Zolpihexal.

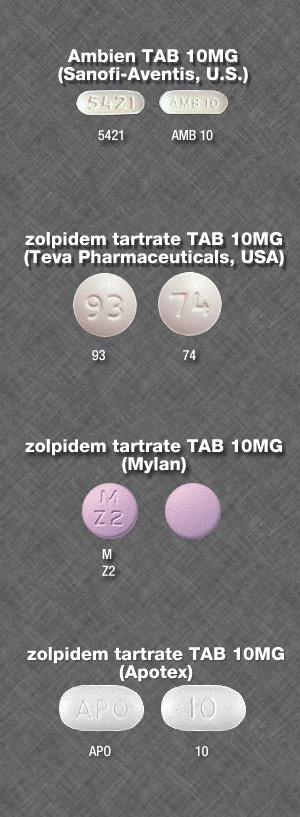
Léčivé přípravky se zolpidemem

U zolpidemu nebyla dostatečně prokázána účinnost při udržování spánku, s výjimkou tablet s postupným uvolňování, avšak je efektivní v iniciaci spánku.  Jeho hypnotické účinky jsou podobné jako u benzodiazepinových léčiv, je však molekulárně odlišný a patří mezi imidazopyridiny. Také v případě zolpidemu lze použít flumazenil, používaný jako receptorový antagonista u předávkování benzodiazepiny, k odstranění sedativních/hypnotických účinků a poruch paměti.
Při použití jako antikonvulzivum nebo myorelaxans se účinky začínají rozvíjet až při dávce na úrovni desetinásobku, resp. dvacetinásobku dávky potřebné k sedaci. Z tohoto důvodu nebyl zolpidem nikdy schválen k užití jako myorelaxans nebo antikonvulzivum. Tak drasticky vyšší dávky mnohem častěji způsobují jeden či více negativních vedlejších účinků včetně halucinací a amnézie.
Zolpidem je jedním ze z-hypnotik nejčastěji předepisovaných v Nizozemsku, v roce 2008 bylo vystaveno 582 660 předpisů. Patent na tablety zolpidemu bez řízeného uvolňování (immediate-release, IR) podal v USA francouzský výrobce Sanofi-Aventis. Přípravek je určen k usnadnění usínání. V roce 2005 byl FDA schválen léčivý přípravek s řízeným uvolňováním (controlled release, CR) Ambien CR® (výrobce Sanofi-Aventis) určený k udržení spánku i v brzkých ranních hodinách. Dále byly vyvinuty a v roce 2011 FDA schváleny sublingvální tablety Intermezzo® (výrobce Purdue Pharma) pro pacienty trpící problémy s usínáním po probuzení během noci. Dne 23. dubna 2007, kdy vypršela patentová ochrana originálního přípravku, schválil americký úřad FDA 13 generických verzí tartrátu zolpidemu.
Zolpidem je k dispozici od mnoha generických výrobců. V České republice je registrována řada forem bez řízeného uvolňování (immediate-release, IR) s 10 mg účinné látky (tartrát zolpidemu) v jedné tabletě. Kromě perorálních tablet jsou v ČR schváleny také sublingvální tablety Edluar s 5 nebo 10 mg léčivé látky v jedné tabletě.
V některých případech bývá zolpidem zneužíván i jako droga, disociativní halucinogen mající značně proměnlivé psychoaktivní účinky, lišící se osobu od osoby; nicméně i při poměrně nízkých dávkách se mohou objevit smyslové iluze, hypnagogické halucinace, zmatenost, euforie a ve zvláštních případech i delirium. Podkladem pro tyto snové stavy je zejména psychofarmakologická povaha zolpidemu jako agonisty receptorů GABAA, tedy fungujícím s podobným mechanismem, jakým pracuje i muscimol, alkaloid obsažený v muchomůrce červené.